# Станевиці
Станевиці (пол. Staniewice) — село в Польщі, у гміні Постоміно Славенського повіту Західнопоморського воєводства.
Населення — 502 особи (2011).
У 1975-1998 роках село належало до Слупського воєводства.

## Демографія
Демографічна структура станом на 31 березня 2011 року:
|          | Загалом | Допрацездатний вік | Працездатний вік | Постпрацездатний вік |
| -------- | ------- | ------------------ | ---------------- | -------------------- |
| Чоловіки | 241     | 66                 | 160              | 15                   |
| Жінки    | 261     | 75                 | 146              | 40                   |
| Разом    | 502     | 141                | 306              | 55                   |